# Опарин, Михаил Михайлович
Михаил Михайлович Опарин (род. 12 сентября 1946, Наро-Фоминск, Московская область) — советский и российский военачальник, военный лётчик. Командующий Дальней авиацией (1997—2003), генерал-лейтенант. Заслуженный военный лётчик Российской Федерации (1994), лауреат премии Правительства Российской Федерации за значительный вклад в развитие Военно-воздушных сил (2012).

## Биография
Окончил Тамбовское высшее военное авиационное училище летчиков имени М. М. Расковой (1964—1968), Военно-воздушную академию имени Ю. А. Гагарина (1975—1978), 43-й центр боевой подготовки и переучивания лётного состава ВВС (1971—1972), Военную академию Генерального штаба Вооружённых Сил имени К. Е. Ворошилова (1986—1988).
После окончания училища проходил службу в частях Дальней авиации на должностях: правого летчика — помощника командира корабля (1968—1971), командира корабля (1972—1973), командира отряда (1973—1975) и заместителя командира эскадрильи (1975—1976).
После окончания академии проходил службу на должностях: командира эскадрильи (1979—1980), начальника штаба 203-го гвардейского авиационного Орловского полка самолётов-заправщиков (1980—1981), командира 290-го отдельного разведывательного авиационного полка (1981—1984), начальника штаба 22-й гвардейской тяжёлой бомбардировочной авиационной Донбасской дивизии (1984—1986).
После окончания Военной академии Генерального штаба проходил службу на должностях: командира 15-й гвардейской бомбардировочной авиационной Гомельской дивизии (1988—1990), заместителя командующего по боевой подготовке (1990—1991), 1-го заместителя командующего (1991—1992) и командующего (1992—1994) 30-й воздушной армией Верховного Главнокомандования (стратегического назначения), 1-м заместителя начальника Главного штаба ВВС (1994—1997).
С ноября 1997 года — командующий Дальней авиацией ВВС. После упразднения командования Дальней авиации ВВС в 1998 году был назначен командующим 37-й воздушной армией Верховного Главнокомандования (стратегического назначения).
В феврале 2003 года уволен в запас по возрасту.
В 2003—2008 годах работал вице-президентом ОАО «Туполев», с 2010 года — председатель региональной общественной организации ветеранов авиации «Дальники». Член Общественного совета при Министерстве обороны Российской Федерации с 2019 года.
Кандидат военных наук, доцент, действительный член Российской инженерной академии.
Освоил десять типов самолётов, стоящих на вооружении ВВС: Л-29, Ил-28, Ил −18,Ту-16,Ту-22К, Ту-22П, Ту-22Р, Ту- 22М3, Ту-95 МС, Ту-160. 
Имеет практический опыт полетов на самолётах стратегической авиации США В-52 и В-1В.
Общий налёт более 4000 часов.

## Награды
- Орден Красной Звезды,
- Орден «За военные заслуги»,
- Медали СССР и РФ.
- Заслуженный военный лётчик Российской Федерации (27 мая 1994) — за особые заслуги в освоении авиационной техники, высокие показатели в воспитании и обучении летных кадров и многолетнюю безаварийную летную работу в военной авиации[2]
- Орден Русской Православной Церкви Святого Благоверного Князя Даниила Московского (2002).
- Премия Правительства Российской Федерации за значительный вклад в развитие Военно-воздушных сил (17 декабря 2012) — за организацию и руководство строительством и развитием Военно-воздушных сил на соответствующих командных должностях[3]